# Terra Santa (Brasile)
Terra Santa è un comune del Brasile nello Stato del Pará, parte della mesoregione del Baixo Amazonas e della microregione di Óbidos.